# Gallant Unit Citation
La La Gallant Unit Citation (GUC), une récompense d'unité de l'armée de l'air (United States Air Force) et de l'armée de l'espace des États-Unis (United States Space Force), a été approuvée en mars 2004 et est décernée à toute unité de l'armée de l'air ou de l'armée de l'espace qui se distingue par un héroïsme extraordinaire lors d'un combat armé contre une force ennemie le 11 septembre 2001 ou après cette date.

## Description de la récompense
La GUC exige un degré de bravoure, de détermination et d'esprit de corps moindre que celui requis pour la Presidential Unit Citation (PUC). L'unité doit avoir accompli sa mission avec une distinction marquée dans des conditions difficiles et dangereuses, de manière à se distinguer des autres unités participant au même conflit. Le degré d'héroïsme requis est le même que celui qui justifierait l'attribution de la Silver Star à un individu. La GUC est normalement décernée à des unités qui ont participé à des actions uniques ou successives sur une période relativement courte. Ce n'est qu'en de rares occasions qu'une unité plus importante qu'un groupe peut prétendre à la GUC. De longues périodes de combat ou la participation à un grand nombre de missions opérationnelles, aériennes ou terrestres, ne suffisent pas. Les récompenses supplémentaires de la Gallant Unit Citation sont signalées par des oak leaf clusters (feuilles de chêne).

## Unités citées
Les seules unités à avoir reçu cette distinction sont le:
- 621st Contingency Response Wing[3], 385th Air Expeditionary Group,352d Special Operations Group[4],
- 332d Air Expeditionary Group[5],
- 16th Operations Group (renommé 1st Special Operations Group en 2006)[6],
- 720th Special Tactics Group[7],
- 74th Fighter Squadron[8],

ainsi que les unités subordonnées à chacun d'entre eux au cours de la période citée.
Unités subordonnées au 16th Operations Group (16e Groupe d'opérations) ayant reçu la distinction
- 4th Special Operations Squadron
- 6th Special Operations Squadron
- 8th Special Operations Squadron
- 9th Special Operations Squadron
- 15th Special Operations Squadron
- 16th Special Operations Squadron
- 19th Special Operations Squadron
- 20th Special Operations Squadron
- 16th Operations Support Squadron
- 16th Operations Group, Operating Location D
- 919th Special Operations Group
- 711th Special Operations Squadron
- 919th Operations Support Squadron
- 5th Special Operations Squadron
- AFSOC Air Operations
- Operating Location JM1 Air Force Element Medical
- Air Force Element Medical DoD, Operating Location Special Operations Squadron[6]

## Sources
- (en) Cet article est partiellement ou en totalité issu de l’article de Wikipédia en anglais intitulé « Gallant Unit Citation » (voir la liste des auteurs).